# Divisiones menores del Club Sporting Cristal
Las Divisiones menores del Club Sporting Cristal están conformadas por los equipos juveniles que representan al club en las distintas competiciones nacionales e internacionales de fútbol base, las cuales son: Sub-20, Sub-19, Sub-18, Sub-17, Sub-16, Sub-15, Sub-14, Sub-13, Sub-12, Sub-11, Sub-10, Sub-9 y Sub-8.

## Aportes

### Planteles históricos enJJ.OO. de la Juventud
| Nanjing 2014       | Nanjing 2014     | Nanjing 2014 | Nanjing 2014 |
| Dorsal             | Jugador          | Posición     | Categoría    |
| ------------------ | ---------------- | ------------ | ------------ |
| 7                  | Martín Távara    | MED          | 1999         |
| 8                  | José Inga        | MED          | 1999         |
| 10                 | Anthony Quijano  | MED          | 1999         |
| 13                 | Darwin Meléndez  | MED          | 1999         |
| 17                 | Fernando Pacheco | DEL          | 1999         |
| D.T. Juan José Oré |                  |              |              |

#### Planteles históricos enMundiales Sub-17
A continuación, los jugadores del club que formaron parte de los planteles en Copas Mundiales Sub-17 del seleccionado juvenil peruano.
| Perú 2005        | Perú 2005         | Perú 2005 | Perú 2005 |
| Dorsal           | Jugador           | Posición  | Categoría |
| ---------------- | ----------------- | --------- | --------- |
| 19               | Bruno Enríquez    | ARQ       | 1988      |
| 2                | Christian Ramos   | DEF       | 1988      |
| 4                | Christian Laura   | MED       | 1988      |
| 8                | Gianfranco Espejo | MED       | 1988      |
| 11               | Javier Carnero    | DEL       | 1988      |
| D.T. José Pavoni |                   |           |           |

| Corea del Sur 2007 | Corea del Sur 2007 | Corea del Sur 2007 | Corea del Sur 2007 |
| Dorsal             | Jugador            | Posición           | Categoría          |
| ------------------ | ------------------ | ------------------ | ------------------ |
| 16                 | Juan Arce          | DEF                | 1990               |
| 10                 | Daniel Sánchez     | MED                | 1990               |
| 18                 | César Ruiz         | MED                | 1990               |
| 20                 | Víctor Ulloa       | MED                | 1991               |
| 14                 | Ernesto Salazar    | DEL                | 1990               |
| D.T. Juan José Oré |                    |                    |                    |

## Filiales
En Lima
- Filial Sporting Cristal en La Florida
- Filial Sporting Cristal en Lince
- Filial Sporting Cristal en Comas
- Filial Sporting Cristal en Surquillo
- Filial Sporting Cristal en Los olivos
- Filial Sporting Cristal en Puente Pierda
- Filial Sporting Cristal en Carabayllo
- Filial Sporting Cristal en Independencia
- Filial Sporting Cristal en SJL Campoy
- Filial Sporting Cristal en SJL San Carlos
- Filial Sporting Cristal en SJL Canto Grande
- Filial Sporting Cristal en SJL Mariscal Cacéres

En el Callao
- Filial Sporting Cristal en El Callao

En ICa
- Filial Sporting Cristal en Ica

En Trujillo
- Filial Sporting Cristal en Trujillo

En Chimbote
- Filial Sporting Cristal en Chimbote

## Palmarés
- Torneo de Promoción y Reserva (3): 2016, 2018, 2019.
  - Subcampeonatos (3): 2014-1, 2015-3, 2017.
- Copa Modelo Centenario (1): 2016.